# Zebop!
Zebop! – jedenasty album studyjny Santany wydany w 1981 roku.

## Lista utworów
Opracowano na podstawie materiału źródłowego.
1. Changes (Stevens)
2. E Papa Ré (Santana, Baker, Margen, Vilato, Ligertwood)
3. Primera Invasion (Lear, Margen, Pasqua, Santana)
4. Searchin' (Ligertwood, Santana, Solberg)
5. Over and Over (Meyers)
6. Winning (Ballard)
7. Tales of Kilimanjaro (Pasqua, Peraza, Rekow, Santana)
8. The Sensitive Kind (Cale)
9. American Gypsy (Ballard, Lear, Ligertwood)
10. I Love You Much Too Much (Alexander Olshanetsky, Raye, Towber)
11. Brightest Star (Ligertwood, Santana)
12. Hannibal (Ligertwood, Pasqua, Rekow, Santana)

## Twórcy
Opracowano na podstawie materiału źródłowego.
- Carlos Santana – wokal, gitara
- Graham Lear – perkusja
- David Margen – gitara basowa
- Armando Peraza – instrumenty perkusyjne
- Alex Ligertwood – śpiew
- Richard Baker – instrumenty klawiszowe
- David Margen – gitara basowa

## Listy sprzedaży
| Lista           | Kraj              | Pozycja |
| --------------- | ----------------- | ------- |
| Billboard 200   | Stany Zjednoczone | 9       |
| ARIA Charts     | Australia         | 14      |
| UK Albums Chart | Wielka Brytania   | 33      |